# 2010年飓风西莉亚
飓风希莉亚（英語：Hurricane Celia）是2010年6月下旬东太平洋开放水域上空形成的一场强劲的热带气旋，可以在萨菲尔-辛普森飓风等级下达到五级飓风标准。系统由6月18日墨西哥阿卡普尔科东南方向约595公里的一股东风波发展而成，然后迅速组织，深层对流将中心包裹起来，于6月20日达到飓风强度。受风切变影响，飓风强度在接下来几天里呈现波动，无法得到显著发展，所以没有对陆地构成威胁。6月24日风切变减少后，气旋快速增强至风力时速260公里，最低气压估计为921毫巴（百帕，27.2英寸汞柱）的最高强度。达到最高强度后不久，风切变开始增多，系统进入更为干燥、稳定的大气环境。接下来的42小时里，希莉亚的持续风速降至热带风暴水平，到6月27日时，其移动速度也开始减缓。虽然外界环境不利，但气旋还是在6月28日再次达到热带风暴标准，再于当晚退化成不含对流的残留低气压。希莉亚的残留向北飘流，前进方向形成逆时针环路，最终在6月30日消散。
飓风希莉亚存在期间始终远离有人口居住的陆地，但风暴产生的大浪仍然促使气象部门向墨西哥南海岸沿线发布公告，气旋的外围雨带还给瓦哈卡州和格雷罗州部分地区带去中等程度降水。由于飓风强度很高，持续时间也长，因此2010年6月东太平洋盆地的气旋能量指数创下历史新高。

## 起源
2010年6月5日，美国国家飓风中心发现一股东风波离开非洲西岸进入大西洋，并发展出结构混乱的扰动天气区。系统向西移动，在穿越大西洋期间基本没有发展，于6月17日穿越中美洲进入太平洋。扰动天气在特万特佩克湾东南偏南方向数百英里外向西北偏西方向缓慢移动，气象机构估计系统不会有显著发展。到6月18日时，散射仪数据表明系统中已有表面环流形成，整体组织结构也有明显改善。当晚，联合台风警报中心发布热带气旋形成警报，估计系统会在48小时内成为热带气旋。这个时候，对流带状特征已经开始将系统中心包裹起来，但还缺乏中心密集云层的覆盖。由于低气压所在海域存在中等强度风切变，气象部门估计系统的发展速度会比较缓慢。协调世界时下午18点左右，系统的组织结构已有显著改善，美国国家飓风中心将位于墨西哥阿卡普尔科东南方向约595公里洋面的系统归类为热带低气压。不过该机构在实际操作中要到次日清晨才开始发布警报。
成为热带低气压约18小时后，系统中心已被深层对流包裹，美国国家飓风中心因此将其升级成热带风暴并以“西莉亚”（Celia）命名。卫星图像显示气旋表面已开始发展出眼状特征，表明快速增强可能接踵而至。受北面的中层高压脊影响，西莉亚以相对缓慢的速度向西南偏西方向移动。到6月19日晚，系统已呈现出层次分明的结构，中央密集云层内有风眼出现。受东向风切变的不利影响，气旋的增强暂停了几个小时，6月20日下午18点，美国国家飓风中心认为西莉亚的风速已达每小时120公里，因此将其升级成飓风。这天风暴的卫星图像上风眼时有时无，但直到6月21日下午也未能完全成形，系统这时呈垂直倾斜状态，下层环流移位至中层环流的东北方向。西莉亚的外流受到持续存在的东向风切变限制，所以增强程度有限。

6月24日，飓风西莉亚逐渐增强的红外线卫星图像。

6月21日晚，风暴继续受之前的高压脊影响转朝正西方向沿高压脊南侧移动，气旋此前正是因受该高压脊影响而向西南偏西方向前进。飓风转向时，其中已出现第二层风眼墙，表明西莉亚会在这层风眼墙得到进一步发展后继续强化。数小时后，系统强度达到萨菲尔-辛普森飓风等级下的二级飓风标准。短暂发展出明显的中央密集云区后，风暴的结构开始退化，但造成这一情况的原因不明。6月22日晚，西莉亚减弱成一级飓风，卫星图像上的风眼消失，被系统上空的卷云阻挡。次日早上，风眼再度形成，系统变得更加对称，随即重新达到二级强度标准。西莉亚的组织结构在这天不断改善，强度也持续走高，到下午时已接近大型飓风标准。美国国家飓风中心在当时的实际操作中以为西莉亚这时已成为大型飓风，但风暴过后的重新分析结果表明系统风力时速没有超过175公里。

## 最高强度及消散

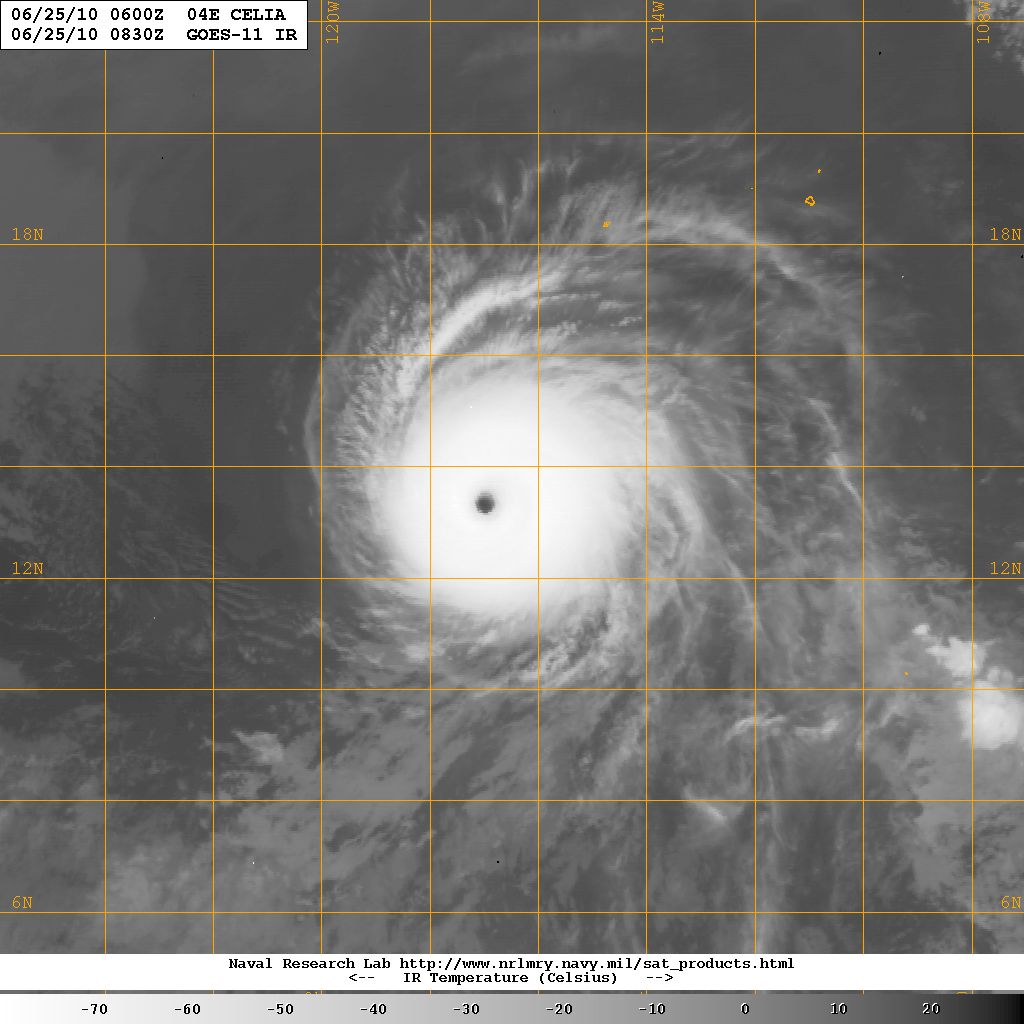
飓风西莉亚达到最高强度时的红外线卫星图像。

虽然气象机构没有发现任何有可能妨碍西莉亚发展的因素，但风暴却在6月23日晚出乎意料地再度弱化，其风眼迅速消亡，中心密集云区也变得不对称。美国国家飓风中心气象学家托德·金伯兰（Todd Kimberlain）表示，这种情况“令人费解”。不过，经过这突然的减弱后，增强接踵而至。风暴中心上空形成非常强烈的对流，部分云顶温度低至零下86°C，但直到6月24日早上也没有风眼形成。西莉亚的组织结构在这天持续改善，风眼完全成形，结构也更加对称。风暴很快进入快速增强期，达到四级飓风强度，成为有纪录以来于6月在东太平洋成为四级飓风的极少数热带气旋之一。当晚，西莉亚进一步强化成五级飓风，又成为有纪录以来东太平洋第2场在6月形成的五级飓风。6月25日凌晨0点左右，飓风西莉亚达到持续风速每小时260公里，中心气压估计为921毫巴（百帕，27.2英寸汞柱）的最高强度。风暴呈现出层次分明的风眼，估计直径为27至37公里。
6月25日上午，飓风西莉亚开始略朝西北方向转向，进入大气环境更为稳定、海水温度较低并且风切变更多的海域，并因这些不利因素的共同影响迅速减弱。到了6月26日，云顶温度已有回升，飓风关联的对流也大幅减少。进入转向气流较弱的洋面后，风暴开始回转向西移动。估计气旋在此期间行经海域的水温约为25°C，然后在南下加利福尼亞州最南端东南方向约1535公里洋面降级成热带风暴。系统关联的大部分对流都已消亡，环流中心也暴露出来，只有北面还有小规模降雨和雷暴区。6月27日，系统在太平洋开放海域上空逐渐停止前进，但在热带风暴强度上保持的时间超过气象部门预计。
6月28日，西莉亚内部有间歇性的深层对流爆发，因此卫星强度估算结果认为系统风速保持在每小时65公里左右。风暴接下来与下层西向气流结合，前进方向形成小规模逆时针环路。当天下午，气旋退化成不含对流的残留低气压系统，美国国家飓风中心在实际操作中还认为系统属热带低气压，直到6小时后才发布最后一份公告。西莉亚的残留继续向北飘流，最终于6月30日在南下加利福尼亚州最南端的西南方向约1590公里洋面消散。

## 影响和纪录

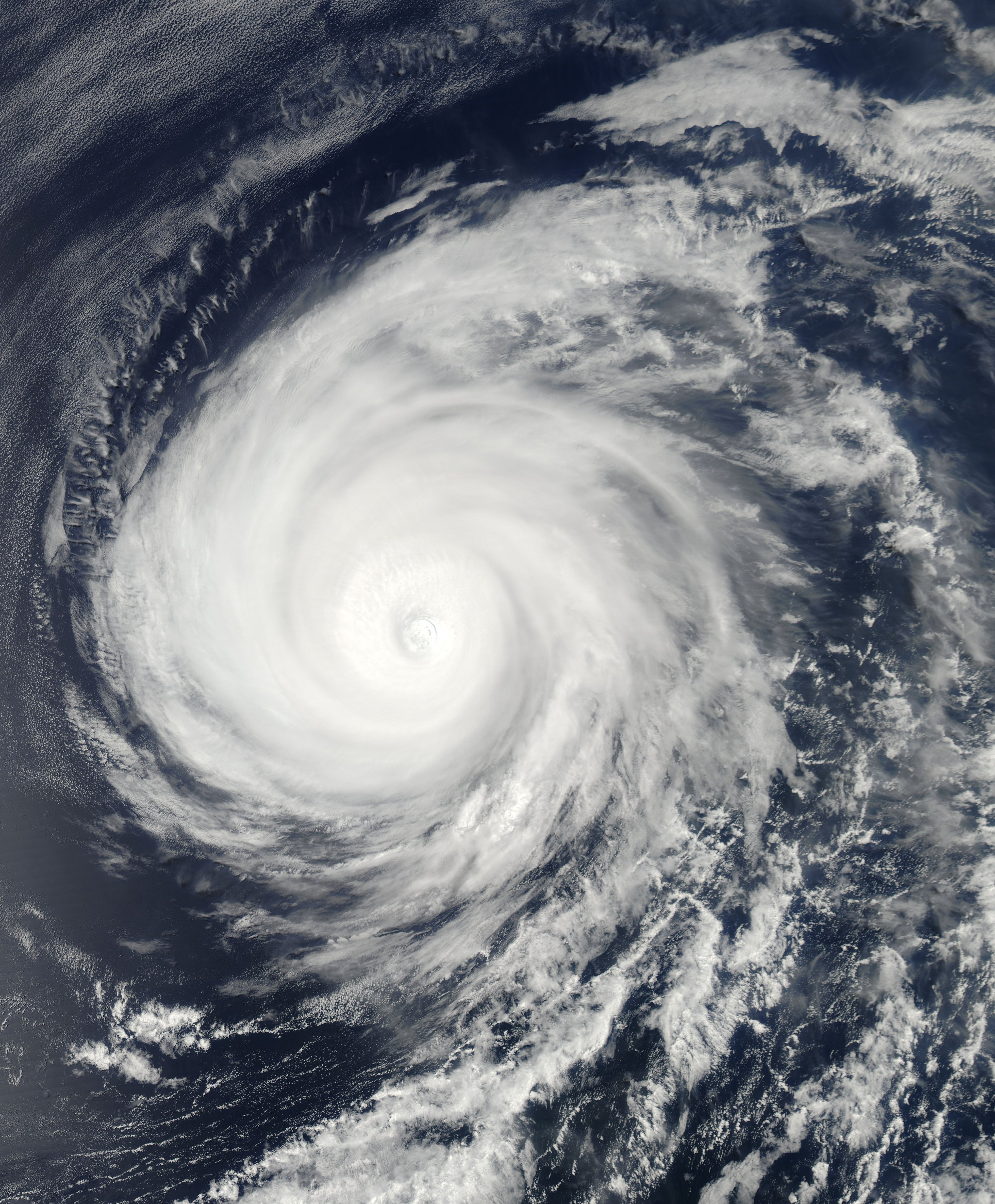
飓风西莉亚在6月25日逐渐减弱

飓风存在期间始终没有对主要陆地或有人口居住的岛屿构成显著威胁。风暴发展早期给瓦哈卡州和格雷罗州部分地区带去中等程度降水，不过当地没有报告出现人员丧生或建筑破坏。由于离岸流连续多天保持强劲，因此两州海滩地区增加了救生员待命。6月22日，墨西哥哈利斯科州国家平民保护系统将沿海地区的警戒级别提高到二级。风暴在海岸线附近产生大浪，有关部门敦促人们对出海或前往近海水域保持谨慎。警报区域之后还扩展到米却肯州和科利马州沿海地区。索科罗岛并不在风暴的预计行经路线上，但还是发布了预防性警报。6月22至23日，西莉亚的外围雨带為法国克利珀顿岛带來不稳定天气，不过该岛没有人口居住，所以美国国家飓风中心未发布任何警告。
6月24日晚，西莉亚成为五级飓风，进一步稳固了它作为2010年太平洋飓风季最强风暴的地位。气旋的最高风速为每小时260公里，最低气压921毫巴（27.2英寸汞柱）。这两项数字让西莉亚成为有纪录以来东太平洋在6月形成的第2强飓风，也是第2场飓风，上一次东太平洋出现的6月五级飓风是1973年的飓风艾娃，其强度也胜过西莉亚。此外，西莉亚的强度当时可以在有纪录以来所有太平洋飓风中排到第11位。2009年10月，飓风里克达到五级飓风强度，2009和2010年由此成为有纪录以来东太平洋首次在连续两年裡都有五级飓风形成，第二次连续两年裡都有五级飓风形成是2014年的瑪麗和2015的帕特里夏。根据美国国家飓风中心的月度热带天气概要，2010年6月东太平洋的气旋能量指数创下6月的新纪录，这其中主要是受到飓风西莉亚的影响。